# Gaby Jallo
Gaby Jallo (Qamishli, Siria, 1 de enero de 1989) es un futbolista sirio. Juega de defensa y su equipo actual es el Willem II de la Eredivisie de Holanda.

## Clubes
| Club            | País         | Año            | Partidos | Goles |
| --------------- | ------------ | -------------- | -------- | ----- |
| Heracles Almelo | Países Bajos | 2009- 2010     | 5        | 0     |
| Heracles Almelo | Países Bajos | 2010- 2011     | 1        | 0     |
| Heracles Almelo | Países Bajos | 2011- 2012     | 7        | 0     |
| Willem II       | Países Bajos | 2012- Presente | 5        | 0     |